# Jonny Lee Miller
Jonathan Lee Miller (Kingston upon Thames, 15 novembre 1972) è un attore britannico.
Giunto alla fama negli anni novanta grazie ai film Hackers (1995) e Trainspotting (1996), ha lavorato continuativamente costruendosi una notevole carriera nel teatro e nel cinema. È tornato alla ribalta nel 2008 interpretando il ruolo di protagonista in Eli Stone, serie televisiva acclamata dalla critica. Tra il 2012 e il 2019 ha inoltre interpretato un moderno Sherlock Holmes nella serie televisiva Elementary.

## Biografia
Figlio di Anne Lee, produttrice teatrale, e Alan Miller, attore teatrale e in seguito manager della BBC, il nonno materno è stato l'attore Bernard Lee, famoso per aver interpretato il personaggio di M nei primi film su James Bond. Ha studiato alla Tiffin School, ma lascia gli studi all'età di 17 anni, per dedicarsi alla recitazione.
Dopo una lunga gavetta televisiva, esordisce al cinema nel 1995 nel film Hackers, sul cui set incontra la futura moglie, Angelina Jolie. L'anno successivo Trainspotting di Danny Boyle lo porta alla fama internazionale, grazie all'interpretazione del ruolo di Sick Boy. Lo strano accento usato nel film condusse molte persone a credere erroneamente che fosse scozzese. Nel 1999 recita al fianco di Robert Carlyle in Plunkett & Macleane. Nel 2000 incomincia a lavorare per il cinema statunitense, prendendo parte all'horror Dracula's Legacy - Il fascino del male, mentre in seguito recita nel thriller di Renny Harlin Nella mente del serial killer e nella commedia di Woody Allen Melinda e Melinda.
Nel 2005 partecipa al film di fantascienza Æon Flux - Il futuro ha inizio, nel 2006 torna a lavorare per la televisione: prima prende parte alla serie TV di breve vita Smith e in seguito è protagonista di Eli Stone, in cui interpreta un brillante avvocato affetto da aneurisma al cervello. Nel 2010 anima la quinta stagione del celebre serial televisivo Dexter, dando vita a Jordan Chase, un motivational speaker di successo con più di un segreto da nascondere. A giugno 2021 viene scelto per interpretare il ruolo di John Major nella quinta stagione della pluripremiata serie Netflix The Crown. Nel 2014 gli è stato assegnato il Premio tedesco per il QI dalla sezione tedesca del Mensa.

## Vita privata
Nel 1995 sul set di Hackers conosce Angelina Jolie che sposa nel 1996, ma il matrimonio naufraga in meno di un anno; la coppia divorzia ufficialmente nel 1999. Dal luglio 2008 è sposato con l'attrice Michele Hicks, ex-modella statunitense, con la quale ha un figlio (Buster Timothy Miller). È padrino di Rafferty Law, figlio di Jude Law.

## Filmografia parziale

### Cinema
- Hackers, regia di Iain Softley (1995)
- Trainspotting, regia di Danny Boyle (1996)
- Afterglow, regia di Alan Rudolph (1997)
- Regeneration, regia di Gillies MacKinnon (1997)
- Mansfield Park, regia di Patricia Rozema (1999)
- Plunkett & Macleane, regia di Jake Scott (1999)
- Ama, onora & obbedisci (Love, Honour and Obey), regia di Dominic Anciano e Ray Burdis (2000)
- Complicità (Complicity), regia di Gavin Millar (2000)
- Dracula's Legacy - Il fascino del male (Dracula 2000), regia di Patrick Lussier (2000)
- L'uomo senza legge (The Escapist), regia di Gillies MacKinnon (2002)
- Nella mente del serial killer (Mindhunters), regia di Renny Harlin (2004)
- Melinda e Melinda (Melinda and Melinda), regia di Woody Allen (2004)
- Æon Flux - Il futuro ha inizio (Æon Flux), regia di Karyn Kusama (2005)
- The Flying Scotsman, regia di Douglas Mackinnon (2006)
- Endgame, regia di Pete Travis (2009)
- Dark Shadows, regia di Tim Burton (2012)
- Byzantium, regia di Neil Jordan (2012)
- T2 Trainspotting, regia di Danny Boyle (2017)
- Funny Face, regia di Tim Sutton (2020)
- Settlers - Colonia marziana (Settlers), regia di Wyatt Rockefeller (2021)
- Alice, regia di Krystin Ver Linden (2022)
- The Covenant, regia di Guy Ritchie (2023)

### Televisione
- EastEnders – soap opera, 8 puntate (1992-1993)
- Byron, regia di Julian Farino – miniserie TV (2003)
- Smith – serie TV, 7 episodi (2006-2007)
- Eli Stone – serie TV, 26 episodi (2008-2009)
- Emma, regia di Jim O'Hanlon – miniserie TV (2009)
- Dexter – serie TV, 8 episodi (2010)
- Elementary – serie TV, 154 episodi (2012-2019)
- The Crown – serie TV, 7 episodi (2022)

## Doppiatori italiani
Nelle versioni in italiano dei suoi lavori, Jonny Lee Miller è stato doppiato da:
- Francesco Pezzulli in Dracula's Legacy - Il fascino del male, Dexter, Eli Stone
- Fabio Boccanera in Trainspotting, T2 Trainspotting
- Giorgio Borghetti in Afterglow, Regeneration
- Christian Iansante in Melinda e Melinda, Dark Shadows
- Francesco Bulckaen in Æon Flux - Il futuro ha inizio, Emma
- Massimiliano Alto in Hackers
- David Chevalier in Mansfield Park
- Tonino Accolla in  Plunkett & Macleane
- Marco De Risi in Ama, onora & obbedisci
- Andrea Ward in L'uomo senza legge
- Massimo De Ambrosis in Nella mente del serial killer
- Stefano Billi in Byzantium
- Gianfranco Miranda in Elementary
- Andrea Moretti in The Crown[3]
- Angelo Maggi in The Covenant